# Rasony
Rasony (vitryska: Расоны) är en köping i Vitryssland.   Den ligger i voblasten Vitsebsks voblast, i den norra delen av landet, 240 km norr om huvudstaden Horad Mіnsk. Rasony ligger 150 meter över havet och antalet invånare är 4 946. Den ligger vid sjön Vozera Rasona.

## Natur och klimat
Terrängen runt Rasony är mycket platt. Runt Rasony är det mycket glesbefolkat, med 7 invånare per kvadratkilometer.. Rasony är det största samhället i trakten. 
I omgivningarna runt Rasony växer i huvudsak blandskog. Inlandsklimat råder i trakten. Årsmedeltemperaturen i trakten är 3 °C. Den varmaste månaden är juli, då medeltemperaturen är 19 °C, och den kallaste är februari, med −13 °C.